# The Party's Over (chanson)
Pour les articles homonymes, voir The Party's Over.
Chansons représentant les Pays-Bas au Concours Eurovision de la chanson
Ding-a-dong
(1975) De mallemolen
(1977)
The Party's Over (« La fête est finie ») est une chanson écrite et composée par Hans van Hemert et interprétée par la chanteuse indo-néerlandaise Sandra Reemer, sortie en 45 tours en 1976 et paraît sur l'album Trust in Me sorti la même année.
C'est la chanson sélectionnée pour représenter les Pays-Bas au Concours Eurovision de la chanson 1976 à La Haye.
Elle a également été enregistrée par Sandra Reemer en français sous le titre Un souvenir en trop.

## À l'Eurovision
Elle est entièrement interprétée en anglais et non en néerlandais, le choix de la langue étant libre entre 1973 et 1976. L'orchestre est dirigé par Harry van Hoof.
Il s'agit de la 8e chanson interprétée lors de la soirée, après When (en) de Red Hurley (en) représentant l'Irlande et avant Mata Hari d'Anne-Karine Strøm représentant la Norvège. À l'issue du vote, elle a obtenu 56 points, se classant 9e sur 18 chansons,.
Sandra Reemer retournera au concours pour représenter les Pays-Bas en 1979, en tant que chanteuse principale du groupe Xandra, avec la chanson Colorado.

## Liste des titres
Singles de Sandra Reemer
Love Me Honey
(1975) Trust in Me
(1976)
| A1. | The Party's Over | Hans van Hemert | Hans van Hemert | 3:00 |
| B1. | Mrs. Lonely      | Hans van Hemert | Hans van Hemert | 2:59 |

| A1. | Un souvenir en trop (version française de The Party's Over) | Hans van Hemert (adaptation : Frank Gérald) | Hans van Hemert | 3:00 |
| B1. | Miss Melody (version française de Mrs. Lonely)              | Hans van Hemert (adaptation : Frank Gérald) | Hans van Hemert | 2:59 |

## Classement

### Classement hebdomadaire
| Classement (1976)                      | Meilleure position |
| -------------------------------------- | ------------------ |
| Belgique (Flandre Ultratop 50 Singles) | 10                 |
| Pays-Bas (Nederlandse Top 40)          | 3                  |
| Pays-Bas (Single Top 100)              | 3                  |

### Classement de fin d'année
| Classement (1976)         | Position |
| ------------------------- | -------- |
| Pays-Bas (Single Top 100) | 69       |